# Piano rectangular

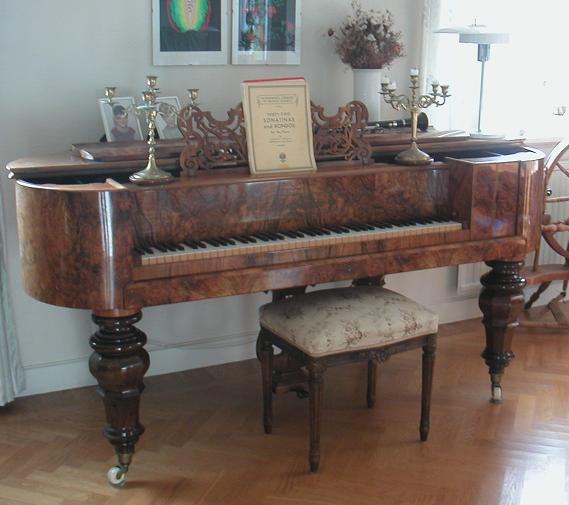
Un piano rectangular.

El piano rectangular, piano cuadrado o piano de mesa es un tipo de piano que tiene las cuerdas horizontales dispuestas en diagonal a través de la caja de resonancia rectangular por encima de los martillos y con el teclado fijado en el lado largo. 
Su invención se atribuye variablemente a Gottfried Silbermann o a Frederici y fue mejorado por Guillaume-Lebrecht Petzold y Alpheus Babcock. Fue fabricado en cantidad a partir de la década de 1890 (en Estados Unidos). Los célebres marcos de hierro fundido de Steinway & Sons tenían un tamaño más de dos veces y media superior a los marcos de madera de los instrumentos de Johannes Zumpe, que tanto éxito tuvieron un siglo antes. Su inmensa popularidad se debió a la construcción de bajo precio, con un rendimiento y sonoridad a menudo limitados por el mecanismo simple y cuerdas dobles.